# Dějiny krasobruslení

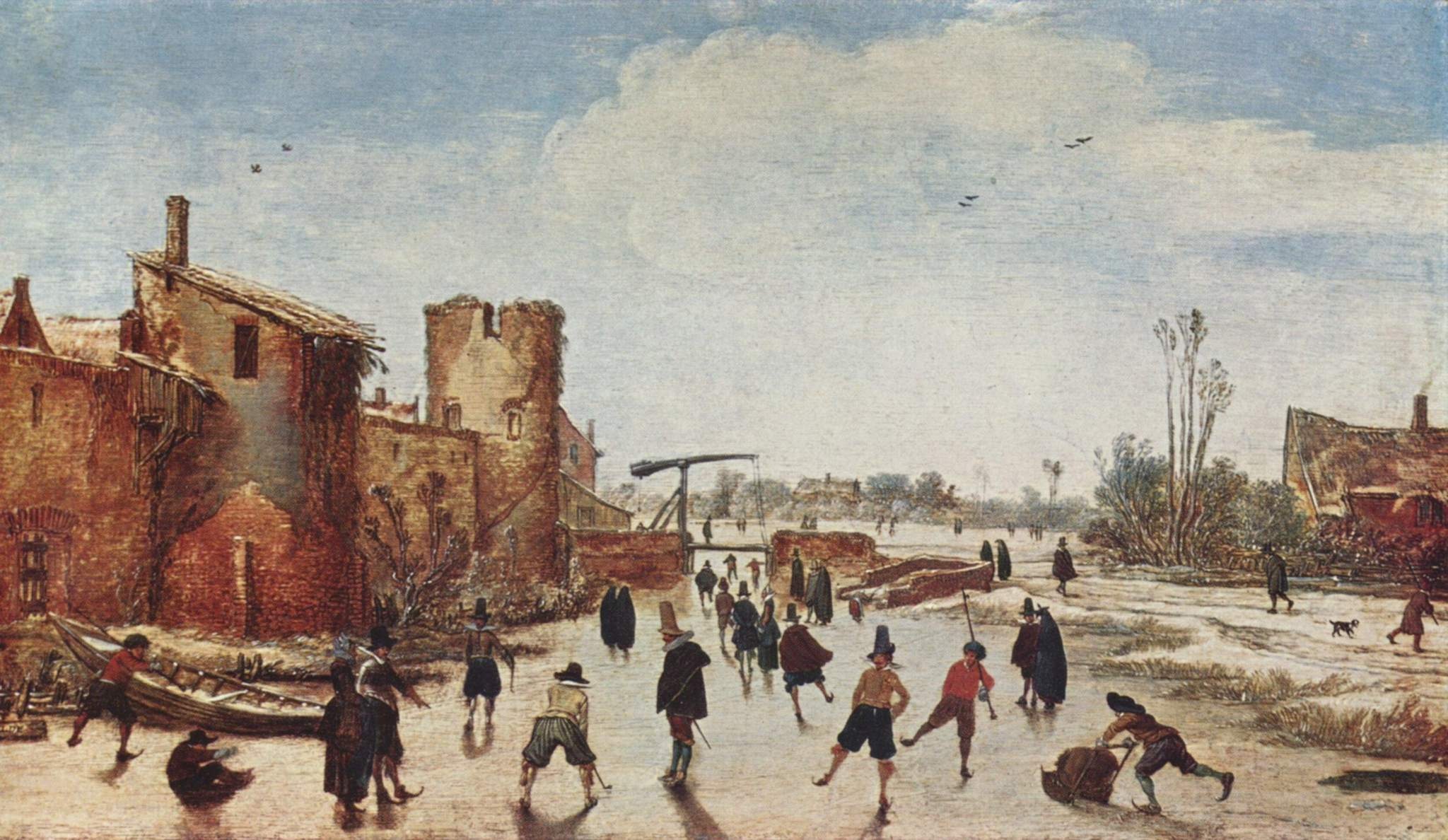
Zábava na ledě od malíře Esaiase van de Velde

Historie krasobruslení sahá až do pravěku, o čemž svědčí dochované archeologické nálezy. Při výletu do prvopočátků tohoto sportu musíme nejdříve mluvit o bruslení jako takovém. To se teprve mnohem později rozdělilo na dvě různá sportovní odvětví: krasobruslení a rychlobruslení.

## Počátky bruslení
Kdy a jak člověka napadlo využít rychlého a jednoduchého pohybu po zamrzlé ledové ploše, nevíme. Archeologické nálezy různých kostěných bruslí, vyrobené ze zvířecích, převážně stehenních kostí, můžeme nalézt na území Ruska, Skandinávie, Velké Británie, Německa, v zaniklých přehradních nádržích Švýcarska a dokonce i na území České republiky.

## První písemné zmínky
První konkrétní zmínka pochází od canterburského mnicha Williama Fitzstephena, který ve své knize o Thomasi Beckettovi (1174) popisuje scénu odehrávající se za severními hradbami:
„…když bažiny ve Finsbury a Moorfieldsu zamrznou, běhá po nich londýnská mládež. Někteří mají kosti připevněné k patám chodidel a v ruce drží okovanou hůl. Létají po ledě jako ptáci nebo vystřelené šípy. Náhle se rozeženou dva mladíci proti sobě se zdviženými holemi, dorážejí na sebe, až upadnou. Často se zraní na hlavě, a když spadne jeden pod druhého, zlomí si ruku i nohu…“¹
Kostěné brusle tedy neměly ostré hrany a k pohybu bylo nutné používat hole.
Zkoušely se různé varianty dřevěných bruslí – v Holandsku ve 13. a 14. století měly dřeváky na spodní straně železný plátek – způsob bruslení však zůstal stejný. Ke vzniku bruslí v dnešní podobě pomohla až náhoda, když truhlářský učeň z holandského cechu pro lodní a bruslařské nástroje změnil jednoho dne polohu uchycení želízka z vodorovné na svislou. Pohyb se tak stal volnější, ale především rychlejší a ovladatelnější, a bruslaři mohli odložit hole.

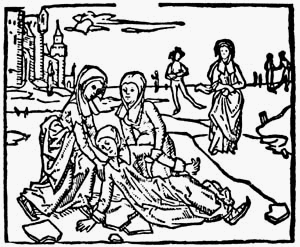
“Lidvinin pád na ledě“

Vertikální zasazení želízka je doloženo z konce 15. století – holandský mistr Johannes Brugman vyobrazil na vůbec první rytině s bruslařskou tematikou holandskou patronku bruslařů Lidvinu při pádu na ledě. Podstatnější než ležící dívka je muž v pozadí. Ten jede se zdviženou nohou, k čemuž již musel použít brusle s hranami.

## Bruslení je pro „vyvolené“

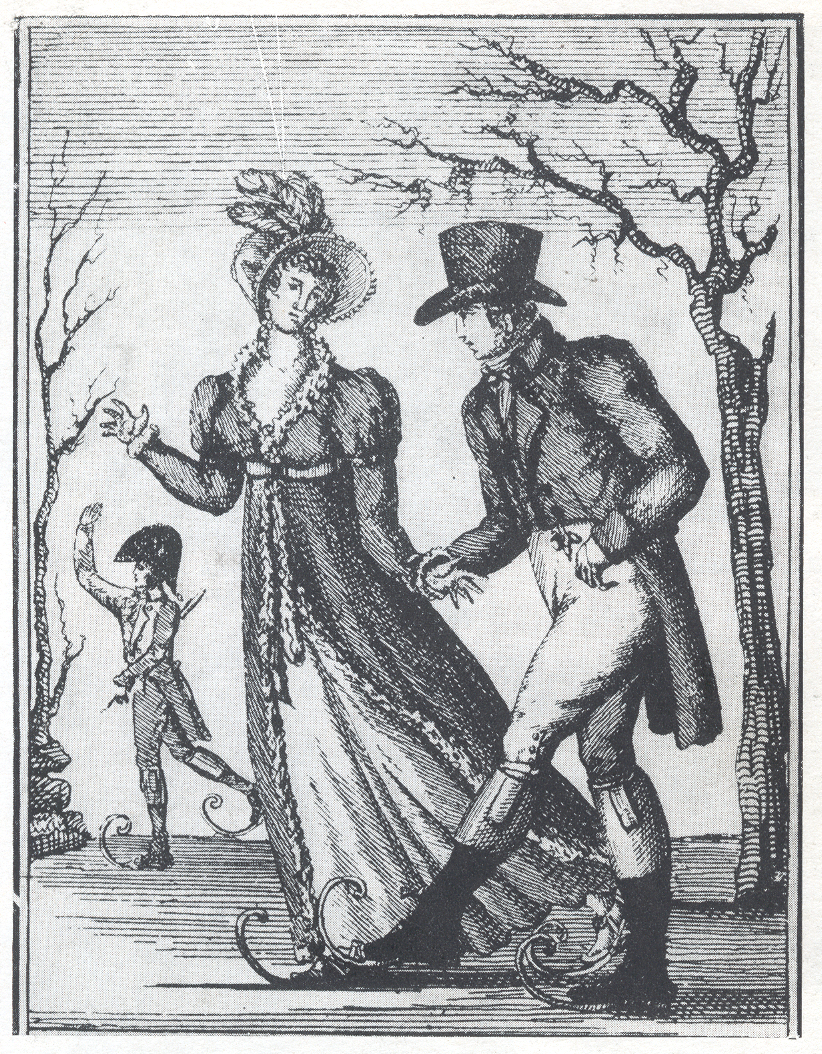
“Sportovní dvojice“ na francouzské rytině z 19. stol.

Podle obrazů starých mistrů bylo bruslení v Holandsku lidovou zábavou, na jiných místech však jen výhradním právem šlechty. Sám císař Rudolf II. uspořádal na svém dvoře roku 1610 velký karneval na ledě, který bezpochyby přispěl k rozšíření této kratochvíle.
Za vlády Ludvíka XVI. se bruslilo také v Paříži. Mezi historické postavy, které bruslení také uchvátilo, patřili Madame de Pompadour, Napoleon Bonaparte, Napoleon III. nebo Stuartovci. Říká se, že anglická královna Viktoria poznala svého budoucího muže prince Alberta právě při společných bruslařských vyjížďkách.
Dokonce i proslulý svůdník Casanova neváhal při svých záletech nazout brusle. Jeho smysl pro detail nám dodnes zachoval obraz tehdejší módy. Pronásledovaná dívka a její přítelkyně bruslily v krátkých sukních (do půli stehen), zpod kterých vykukovaly černé sametové kalhoty.

## Počátky moderního bruslení
Další etapu vývoje bruslení začalo britské město Edinburgh, kde byl v roce 1742 založen první bruslařský klub a o několik let později vyšla v Londýně i první krasobruslařská příručka.
V této době se již začíná bruslení dělit na krasobruslení a rychlobruslení.

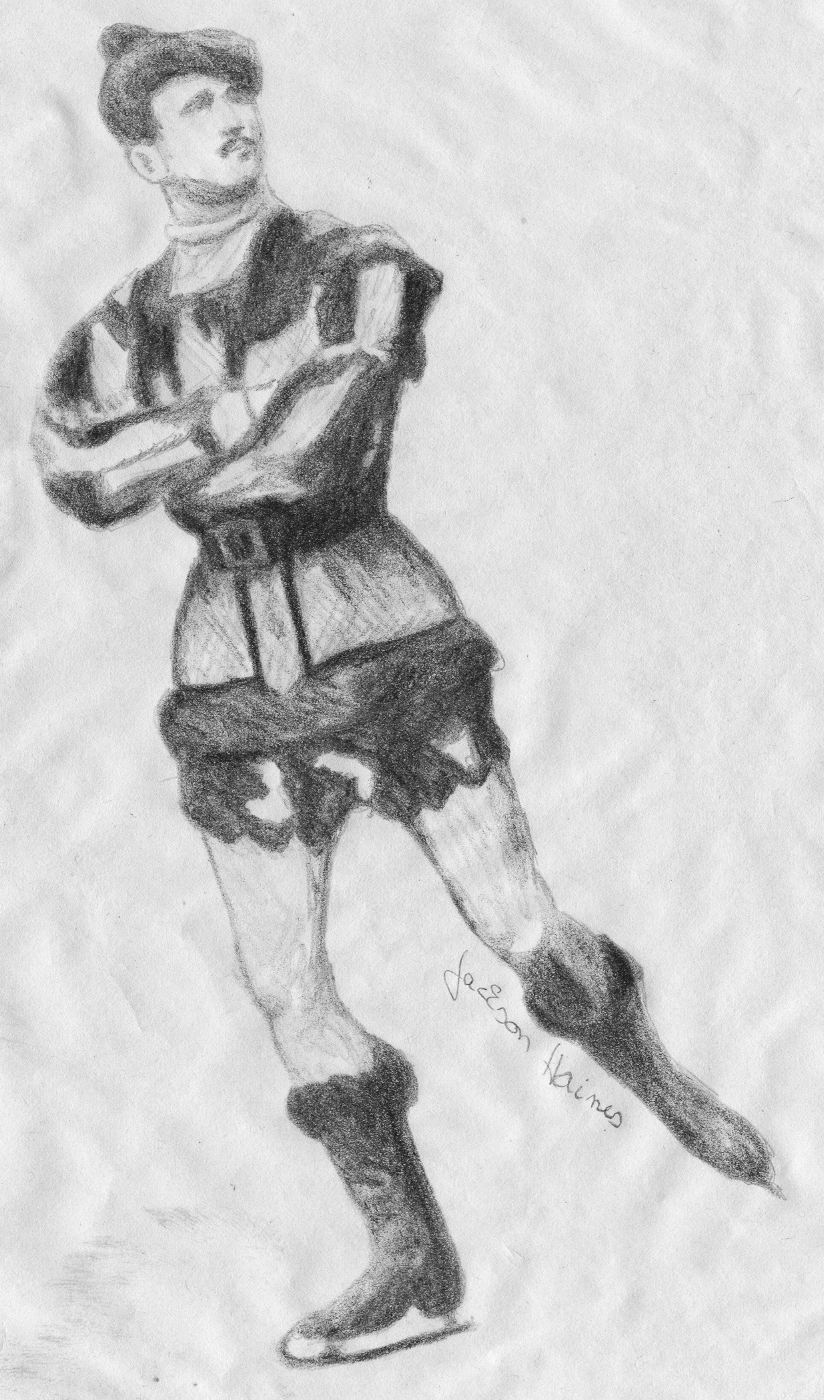
Jackson Haines

Za zakladatele moderního krasobruslení můžeme považovat Američana Jacksona Hainese, který vyhrál první americké mistrovství v krasobruslení. Nepřišel jen s novým stylem bruslení, ale také s novými kovovými bruslemi. Přesto však často narážel na kritiku; bylo mu vytýkáno, že se příliš koncentruje na polohy těla a končetin než na bruslení daných figur. Haines tak odjel vyzkoušet štěstí do Evropy.
Svou úspěšnou cestu začal ve Stockholmu, kde uchvátil švédského krále Karla XV. natolik, že roku 1866 ve Stockholmu založil Královský bruslařský spolek. Své bruslení obohatil řadou nových tanečních prvků. To se nelíbilo viktoriánské Anglii, která se proti němu postavila stejně jako jeho kolegové v Americe, a nehodlala tolerovat žádný zásah do již zavedeného a disciplinovaného stylu bruslení.
V zimě 1868 přijel Haines do Vídně a znovu triumfoval. Jeho vystoupení se stalo impulsem pro založení vídeňské školy, která náskok Angličanů brzy vyrovnala.
První opravdový krasobruslař zemřel roku 1875 ve věku 31 let na zápal plic.
Hainesovi žáci dále rozvíjeli bruslení a tak vznikla první pravidla, tzv. Regulativ, který pak převzala Mezinárodní bruslařská unie.

## Počátek 20. století

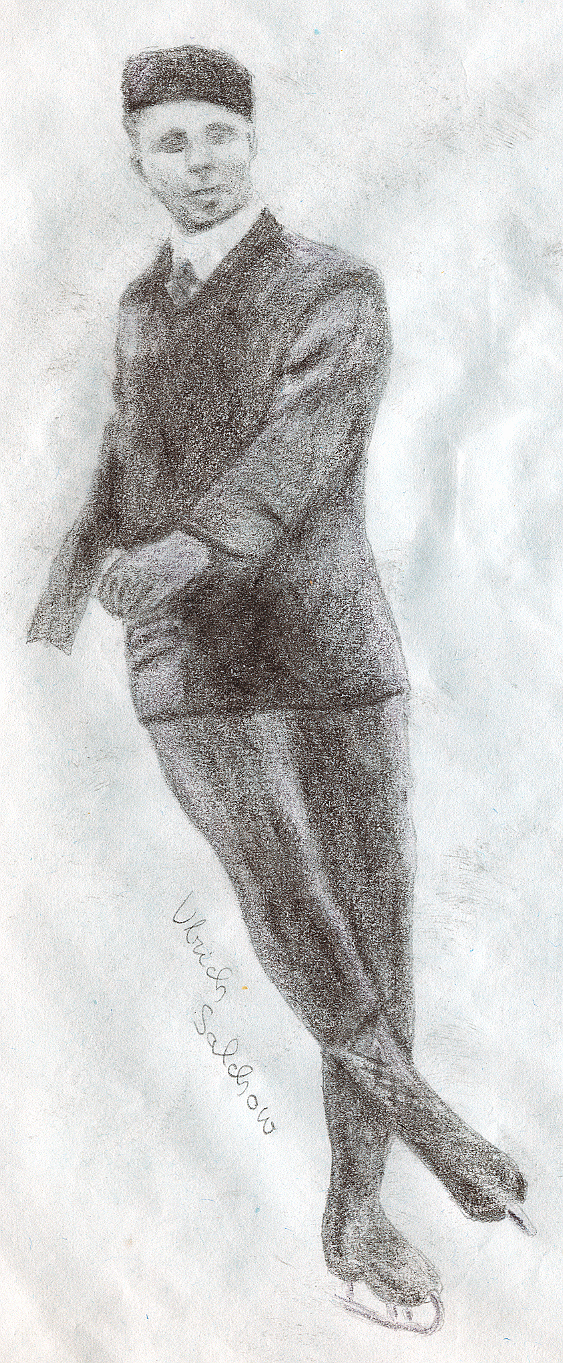
Ulrich Salchow

Počátkem 20. století vtiskl krasobruslení podstatně sportovnější charakter švédský krasobruslař Ulrich Salchow. Stal se desetinásobným mistrem světa a posunul krasobruslařskou laťku mnohem výše.
Salchow začal také využívat svého vynálezu – bruslí se zoubky. Tento nový typ bruslí mu umožnil silnější odrazy během jízdy a také samozřejmě při skocích. V roce 1908 se stal prvním (bohužel neoficiálním) olympijským vítězem v krasobruslení. Svou kariéru korunoval novým skokem, který je dnes znám jako Salchowův skok a patří mezi základní krasobruslařské skoky.
První olympijská soutěž v krasobruslení se uskutečnila na Letních olympijských hrách 1908 v Londýně.

## Před první světovou válkou
Poslední léta před první světovou válkou znamenala pro sport, včetně bruslařských disciplín, další rozvoj.
Několik talentů té doby vyrůstalo v Německu. K nim nesporně patřil Werner Rittberger, „vynálezce“ dalšího ze základních skoků - Rittbergra a také talentované děvčátko Charlotta Oelschlägelová, která už ve věku 10 let vystupovala jako profesionální krasobruslařka. V 17 letech odletěla do New Yorku, triumfovala také tam a díky ní stoupla oblíbenost krasobruslení v USA.

## Mezi dvěma světovými válkami
Velké krasobruslařské závody se po první světové válce konaly až v roce 1922. Krasobruslaři této doby byli Norka Sonja Henieová a Rakušan Karl Schäfer.
Desetinásobná mistryně světa přinesla do krasobruslení nejen novou módu – krátkou sukni po kolena, kterou poprvé předvedla na Olympijských hrách 1924 v Chamonix – ale také eleganci a propracované pohyby. Celých deset let byla nejobdivovanější ženou světa.
Osobností mužského krasobruslení byl ve 30. letech 20. století Rakušan Karl Schäfer. V letech 1929–1936 se stal osminásobným mistrem Evropy a sedminásobným světovým mistrem.

## Krasobruslení po druhé světové válce
Období po druhé světové válce se stalo nejdůležitější vývojovou etapou krasobruslení, které zažívalo neobvyklý rozmach. Budovala se nová kluziště, která se postupně měnila v kryté haly a umožňovala intenzivnější trénink, což samozřejmě ovlivňovalo i sportovní výkony. Volná jízda nabývala postupně na významu oproti doposud protežované povinné jízdě, která nebyla pro diváky příliš atraktivní.
Válečná léta, bez možnosti mezinárodně soutěžit, znamenala pro evropské krasobruslení zpoždění, které nebylo jednoduché dohnat. Američané plně využili možnost nerušeně pokračovat v práci a díky intenzivní psychické přípravě vnesli do krasobruslení více dynamiky, rychlosti a vytrvalosti.
První krasobruslař, který se v poválečném období prosadil ve volné jízdě, byl populární Američan Richard Button, který suverénně ovládal dvojité skoky a v tréninku zkoušel trojitého Salchowa.
Mezi ženami se prosadily sympatická Kanaďanka Barbara Ann Scottová, Peggy Flemingová a Němka Gabriele Seyfert.
Od roku 1952 se v mezinárodních krasobruslařských soutěžích objevila nová disciplína – tance na ledě. Vítězili především anglické taneční páry s jejich charakteristickým způsobem provedení, tzv. anglická taneční škola.

## Konec 20. a počátek 21. století

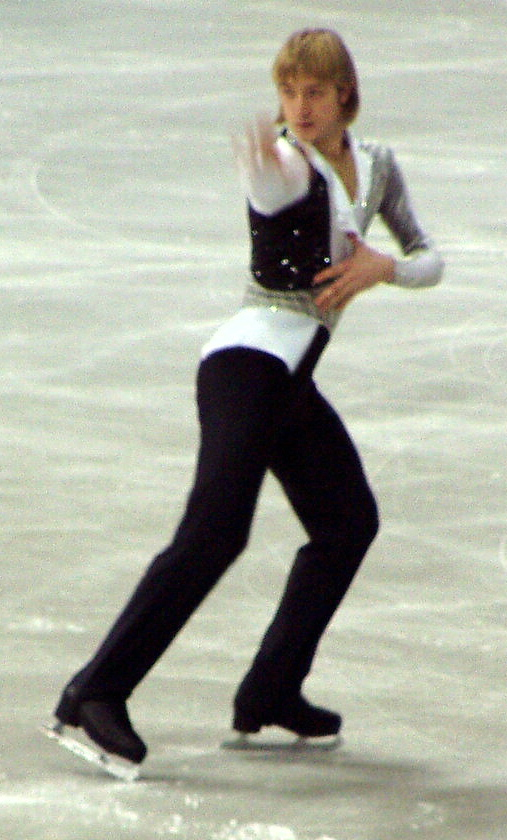
Evgeny Plushenko

Silně obsazené bylo a je především mužské krasobruslení. Nejvíce se prosadili zámořští a ruští závodníci, jako např. Brian Orser, Brian Boitano, Alexander Fadeev, Viktor Petrenko, Elvis Stojko, Alexej Yagudin a Evgeny Plushenko. V jejich umění převažují trojité a čtverné skoky v různých kombinacích a sekvencích, zajímavé piruety a velmi nápadité krokové pasáže.

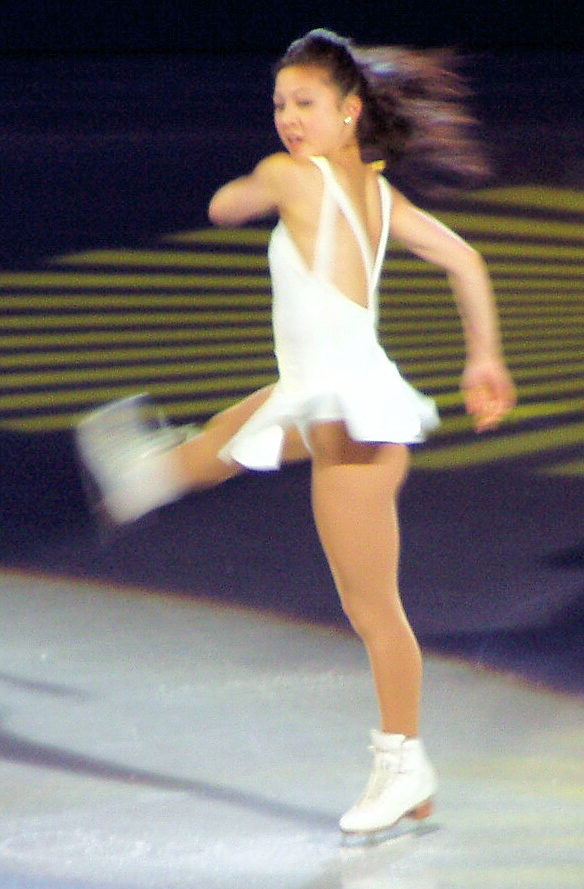
Michelle Kwanová

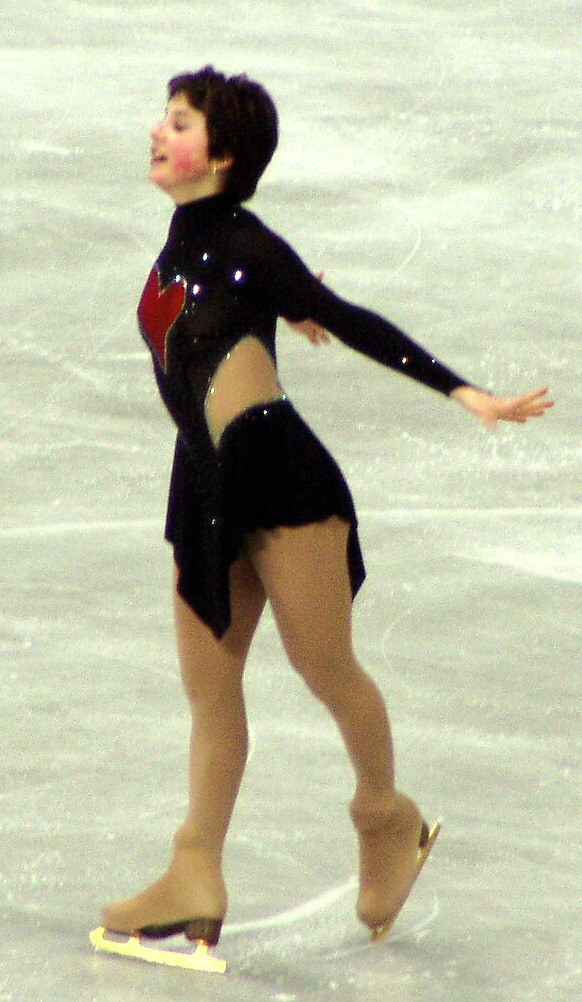
Irina Slutskaja

Mezi ženami sklidila největší slávu německá krasobruslařka Katarina Witt. Její hvězdná kariéra začala olympijským vítězstvím v Sarajevu 1984, pokračovala několika evropskými a světovými tituly a svého vrcholu dosáhla obhájením olympijského titulu v Calgary 1988. K dalším úspěšným ženám patří Midori Itoová, Kristi Yamaguchiová, Lu Chenová, Maria Butyrská, v dnešní době to jsou Michelle Kwanová a Irina Slutská.
Ve sportovních dvojicích dlouhá léta vynikaly sovětské páry. K těm nejúspěšnějším patřili Ludmila Bělousovová a Oleg Protopopov, Irina Rodninová nejprve s partnerem Alexejem Uljanovem a poté s Alexandrem Zajcevem, Ekaterina Gordeeva a Sergei Grinkov, Elena Bereshnaja a Anton Sicharulidze. Současně to jsou čtyřnásobní mistři Evropy a dvounásobní mistři světa Tatiana Totmiania a Maxim Marinin. Objevují se ale také vynikající páry ze zámoří a Asie, např. Sue Šen a Čao Chung-po.
Tancům na ledě, nejmladší krasobruslařské disciplíně, vévodily dlouhá léta anglické a poté sovětské páry Ludmila Pachomovová a Alexandr Gorškov, kteří získali v letech 1970–1976 celkem 6 zlatých medailí na mistrovstvích světa a dalších 6 zlatých na mistrovstvích Evropy o cenný titul olympijských mistrů v tancích na ledě 1976. Jejich následovníky byli Irina Mojsejevová a Andrei Miněnko a Natalia Linitshuková a Gennadi Karponosov. Sérii vítězství sovětských tanečníků přerušil na několik let anglický taneční pár Jayne Torvillová a Christopher Dean. Čtyřikrát vyhráli mistrovství světa a v roce 1984 zlatou olympijskou medaili. Po nich nastoupili opět sovětské páry, z nichž nejúspěšnější byli Pasha Gritshuková a Evgeny Platov, kteří dokonce dvakrát (1994, 1998) vyhráli olympijský titul. Po jejich odchodu se držitelé titulu mistrů světa mění každý rok - Anjelika Krylovová a Oleg Ovsjannikov, Marina Anissina a Gwendal Peizerat, Barbara Fusar-Poli a Maurizio Margaglio, Irina Lobacheva a Ilja Averbuch, Shae-Lynn Bourne a Victor Kraatz. Po dlouhých letech se konečně dvakrát po sobě stal mistrem světa stejný pár - Rusové Tatiana Navka a Roman Kostomarov.